# Gabrowo
Gabrowo (bułg. Габрово) – miasto w północnej Bułgarii, siedziba administracyjna obwodu Gabrowo i gminy Gabrowo. Położone w dolinie rzeki Jantry, na północnych stokach środkowej Starej Płaniny. Według Ujednoliconego Systemu Ewidencji Ludności oraz Usług Administracyjnych dla Ludności, 15 marca 2016 roku miejscowość liczyła 58337 mieszkańców.
W Gabrowie znajduje się uniwersytet techniczny. W mieście rozwinął się przemysł włókienniczy, maszynowy, skórzany, obuwniczy, spożywczy, szklarski, meblarski oraz materiałów budowlanych.
Miasto także ośrodkiem turystycznym z zabytkowymi cerkwiami oraz muzeum humoru.
W pobliżu miasta ulokowany jest skansen Etyr prezentujący warunki życia bułgarskiej wsi z przełomu XIX i XX wieku, w którym rzemieślnicy (kowale, stolarze, piekarze, malarze, tkacze, garncarze, itp.) wytwarzają pamiątki przy pomocy narzędzi i urządzeń z epoki.
W Gabrowie mieści się dyrekcja Parku Narodowego Bałkanów Środkowych.

## Galeria

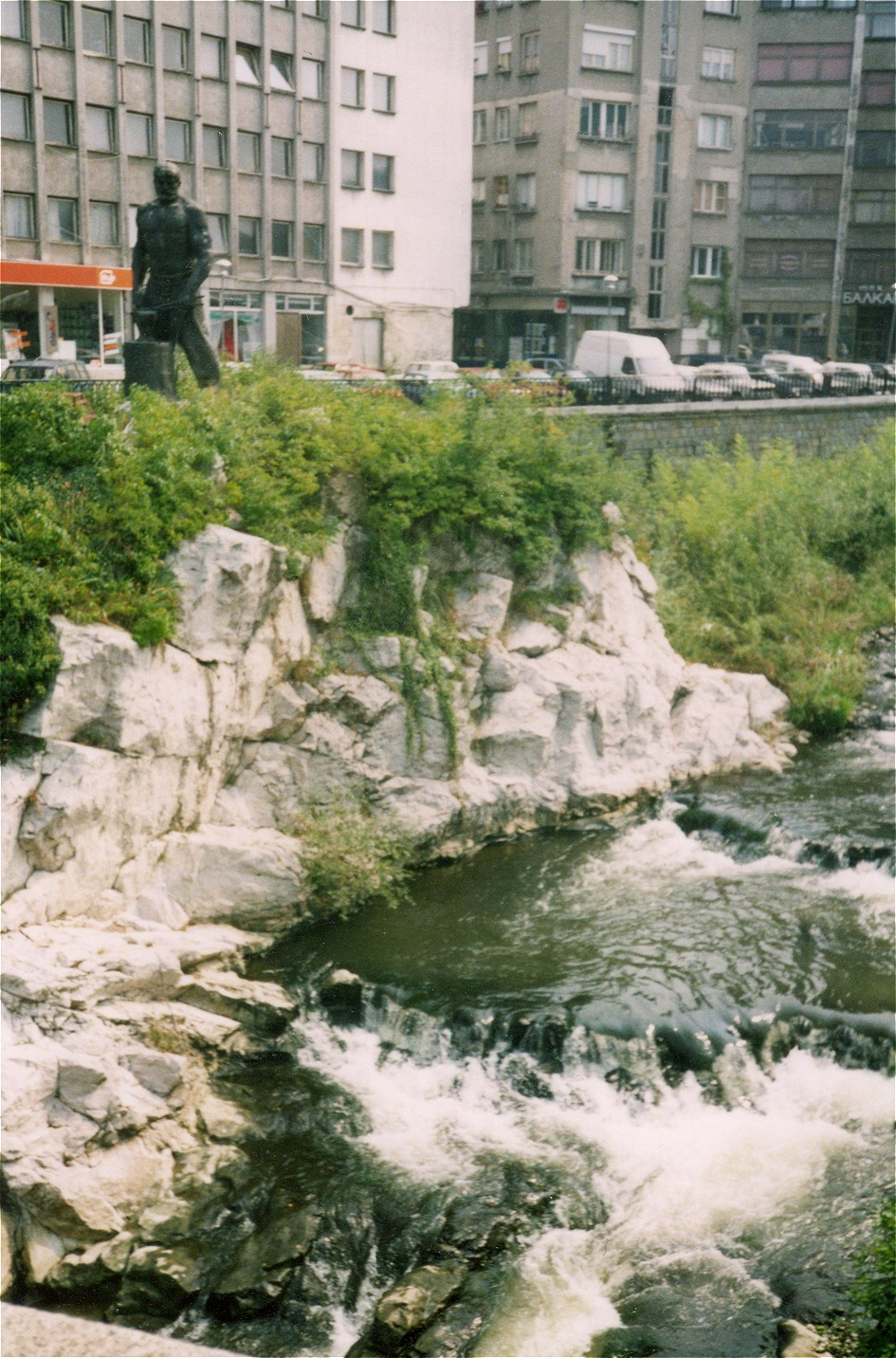
Raczo kowacza (kowal Raczo) – legendarny założyciel Gabrowa na wyspie otoczonej przez Jantrę
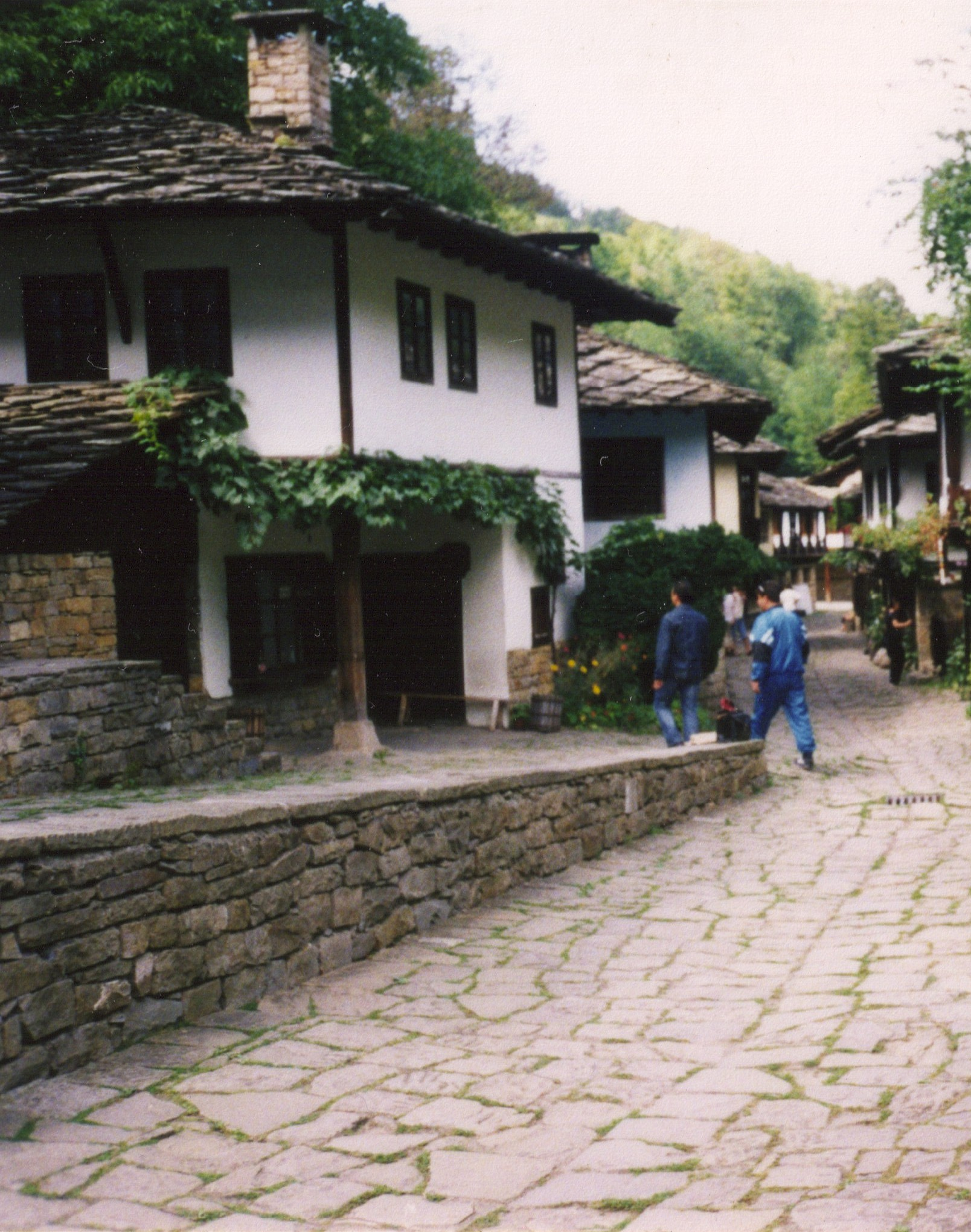
Skansen Etyr
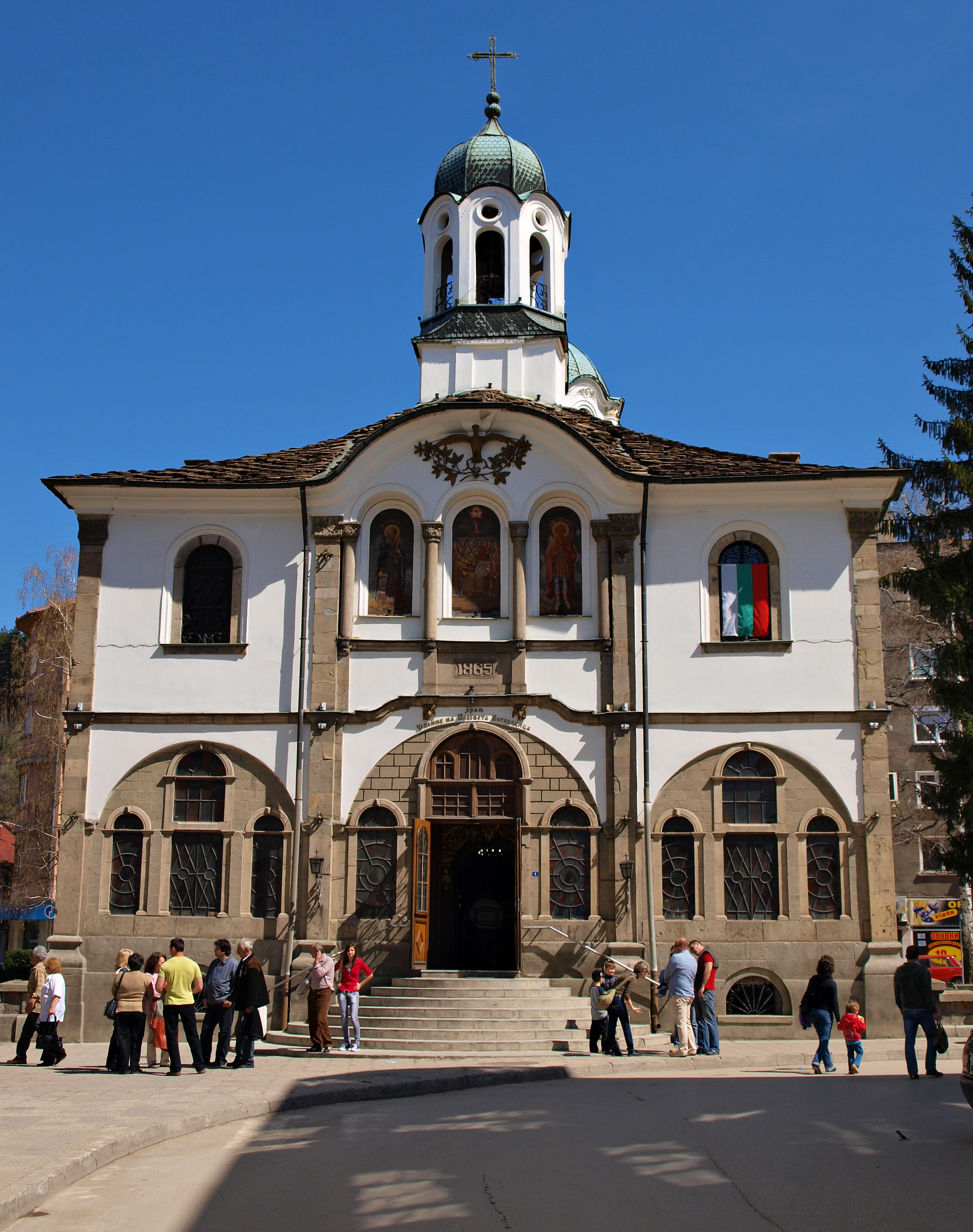
Cerkiew Zaśnięcia Najświętszej Maryi Panny
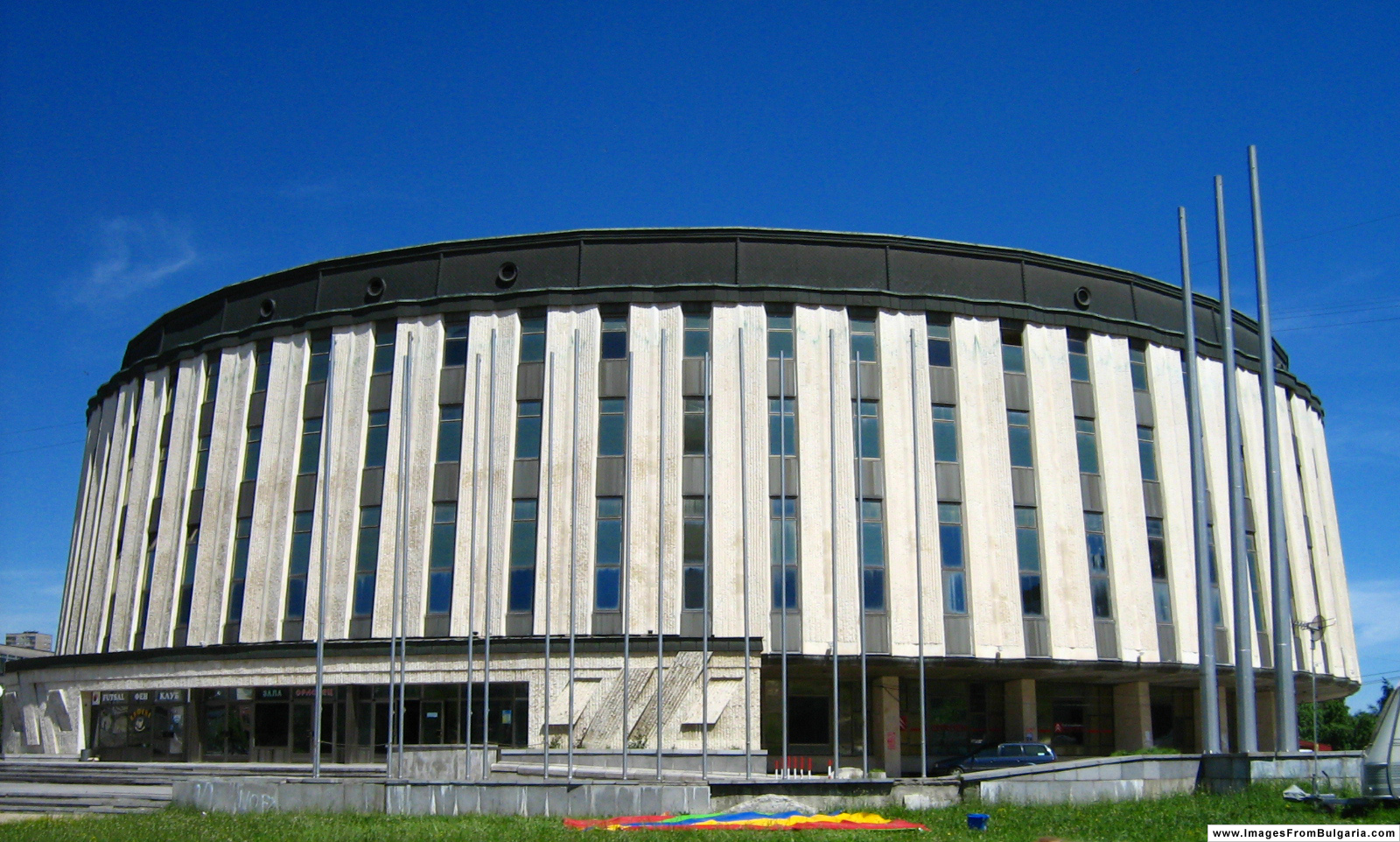
Hala sportowa „Orłowec”

## Osoby
- Radko Dimitriew
- Teodor Kabakchiev

## Współpraca
Miejscowości partnerskie:
- Aalst, Belgia
- Czernihów[4], Ukraina
- Mittweida, Niemcy
- Mohylew, Białoruś
- Nowy Sącz, Polska
- Thun, Szwajcaria